# Giuseppe Maria Doria Pamphilj
Giuseppe Maria kardinal Doria Pamphilj, italijanski rimskokatoliški duhovnik, škof in kardinal, * 11. november 1751, Genova, † 10. februar 1816, Rim.

## Življenjepis
27. februarja 1773 je bil imenovan za naslovnega nadškofa Seleucia Pieria; 18. julija je prejel duhovniško in 22. avgusta še škofovsko posvečenje. 6. septembra 1773 je bil imenovan za apostolskega nuncija v Franciji.
14. februarja 1785 je bil povzdignjen v kardinala in imenoven za kardinal-duhovnika S. Pietro in Vincoli; 20. septembra 1802 je bil imenovan še za S. Cecilia.
26. septembra 1803 je bil imenovan za kardinal-škofa Frascatija in 26. septembra 1814 še za kardinal-škofa Porta e Santa Rufine.